# Pyramid Song
«Pyramid Song» (с англ. — «Пирамидная песня») — песня английской рок-группы Radiohead, выпущенный в качестве сингла 21 мая 2001 года из альбома Amnesiac. Композиция включает в себя такие инструменты, как фортепиано, струнные, необычный «шаркающий» ритм и тексты песен, вдохновлённые египетским подземным миром.
После того, как из их предыдущего альбома Kid A (2000 г.) не было выпущено ни одного сингла, «Pyramid Song» стала первым синглом Radiohead после выпуска «No Surprises» (1998 г.). Он попал в топ-10 семи национальных чартов и был назван одним из лучших треков десятилетия по версии Rolling Stone, NME и Pitchfork Media. В 2002 году клип получил премию NME Carling Award за лучшее музыкальное видео.

## Сочинение
После тура в поддержку третьего альбома Radiohead, OK Computer (1997 г.), автор песен Radiohead Том Йорк купил дом в Корнуолле. Он проводил время, прогуливаясь по скалам и рисуя, ограничивая свою музыкальную деятельность игрой на своём новом рояле. Он написал «Pyramid Song» и «Everything in Its Right Place» на той же неделе. Для «Everything in Its Right Place» он запрограммировал свою игру на синтезаторе, но обнаружил, что «Pyramid Song» звучит лучше без обработки. Йорк сказал о композиции: «Аккорды, которые я играю, содержат много чёрных нот. Ты думаешь, что играешь их по-настоящему умно, но на самом деле они просты».
«Pyramid Song» была вдохновлена песней «Freedom» джазового музыканта Чарльза Мингуса, выпущенной в 1962 году в альбоме The Complete Town Hall Concert (1962 г.). Одна версия «Pyramid Song» включала похожие хлопки в ладоши, но, по словам Йорка, они звучали «никчёмно», и поэтому он стёр их. Текст песни был вдохновлён выставкой древнеегипетского искусства подземного мира, которую Йорк посетил во время записи Radiohead в Копенгагене, а также идеями циклического времени, найденными в буддизме и обсуждаемыми Стивеном Хокингом.

## Запись

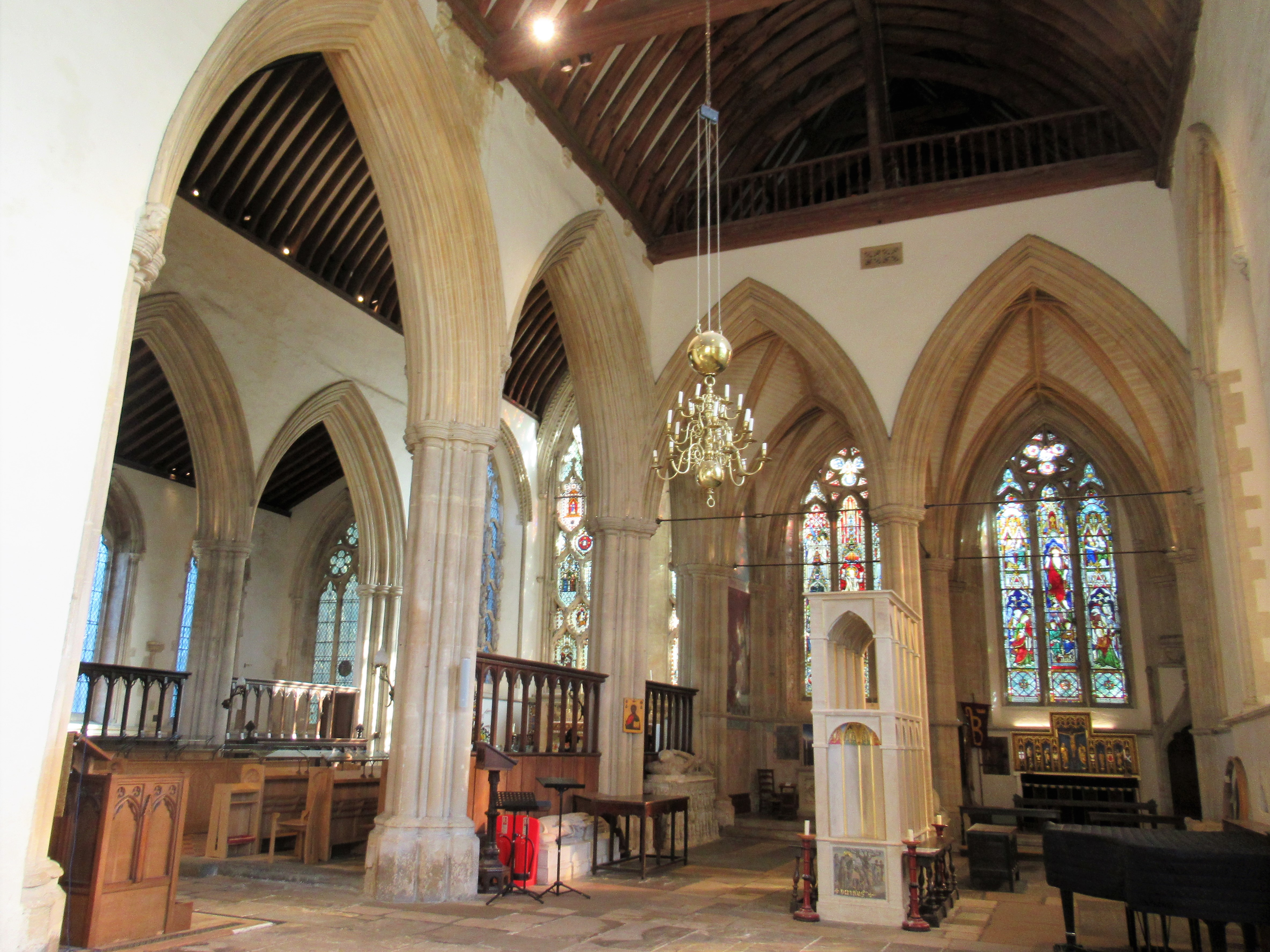
Струнные были записаны в Дорчестерском аббатстве, церкви в Оксфордшире.

Джонни Гринвуд описал сложность работы над аранжировкой «Pyramid Song»: «Как нам не сделать её хуже, как нам сделать её лучше, чем Том просто играет её сам, что и так обычно довольно здорово?».
Согласно студийному дневнику, написанному гитаристом Эдом О’Брайеном, основной трек, состоящий из вокала, фортепиано и ударных, был записан 8 декабря 1999 года. Барабанщику Radiohead Филипу Селуэю изначально было трудно следовать ритму, и он чувствовал, что запись-сессия проходила из рук вон плохо. Он сказал, что партия барабанов «встала на свои места», когда он перестал пытаться анализировать ритм и вместо этого отреагировал на интонации фортепиано и вокал Йорка.
Согласно дневнику О’Брайена, струнные, аранжированные Гринвудом, были записаны 4 февраля 2000 года. Они были исполнены оркестром Святого Иоанна в Дорчестерском аббатстве, церкви XII века, расположенной примерно в пяти милях от студии Radiohead в Оксфордшире, где Radiohead также записали струнные для другой песни, «How to Disappear Completely». Гринвуд проинструктировал музыкантов играть свинг в стиле джазовых музыкантов. Изолированная струнная часть была включена в переиздание Kid A Mnesia в 2021 году.

## Композиция
«Pyramid Song» — песня в стиле арт-рок с элементами джаза, классики и краутрока. По словам журналиста Алекса Росса, фортепианные аккорды Йорка «пронизаны задержанными тонами» и «таинственно повисают в воздухе, где-то между безмятежностью и грустью». В нём есть струнная секция, играющая гармоники глиссандо. Необычный ритм и тактовый размер были предметом споров; Селуэй интерпретировал это как «раскаченные четыре четверти».
В интервью Rolling Stone в 2001 году О’Брайен сказал, что, по его мнению, «Pyramid Song» была лучшей работой Radiohead. Селуэй сказал, что это «во многом противоречило тому, что было раньше в Radiohead… Все составляющие части довольно просты, но я думаю, что то, как они затем смешиваются, придаёт песне настоящую глубину».

## Видеоклип
Radiohead выпустили музыкальное видео с компьютерной анимацией на песню «Pyramid Song», созданное анимационной студией Shynola. В видео, вдохновлённом мечтой Йорка, аквалангист исследует подводный мир и входит в затопленный дом. В 2002 году клип получил премию NME Carling Award за лучшее музыкальное видео.

## Критический приём
NME назвал «Pyramid Song» своим «синглом недели», описав его как «злобный, трогательный, эпический». The Guardian назвала его «диском недели», а критик Алексис Петридис описал его как «красивую, замысловато сплетённую сетку сложных тактовых размеров, пронзительного вокала, элегичных струнных и слегка тревожащих звуковых эффектов».
Журнал Rolling Stone поместил «Pyramid Song» на 94-е место в своем списке «100 лучших песен десятилетия», написав, что это «возможно, самый блаженный записанный момент Йорка». В октябре 2011 года NME назвал его 131-м лучшим треком за предыдущие 15 лет, назвав его «призрачным гимном потрясающей красоты». Pitchfork Media назвали его 59-м лучшим треком десятилетия, описав его как «абсолютно уникальный трек в каталоге, в котором нет недостатка в выдающихся исполнителях». В 2020 году в The Guardian назвали её четвёртой лучшей песней Radiohead, написав: «Текст песни отсылает к „Сиддхартхе“ Германа Гессе, фортепиано, казалось бы, извлечённое из древней цивилизации, и новоиспечённый одухотворённый Йорк, плывущий с „черноглазыми ангелами“ и стайкой бывших к какой-то туманной загробной жизни. Пытка для некоторых; в противном случае — создание культа».

## Продажи
«Pyramid Song» стал первым синглом Radiohead за три года после того, как ничего не было выпущено из их предыдущего альбома Kid A (2000 г.). Он достиг пятого места в UK Singles Chart, первого места в Португалии, второго места в Канаде, третьего места в Норвегии, шестого места в Финляндии и Италии и 10-го места в Ирландии. Он также вошёл в топ-25 в Австралии, Франции и Нидерландах. В Eurochart Hot 100 он дебютировал и достиг 13-го места.

## Список композиций
| Британское издание CD1 1. «Pyramid Song» — 4:51 2. «The Amazing Sounds of Orgy» — 3:38 3. «Trans-Atlantic Drawl» — 3:02 Британское издание CD2 1. «Pyramid Song» — 4:51 2. «Fast-Track» — 3:17 3. «Kinetic» — 4:06 Британский и французский 12-дюймовый сингл A1. «Pyramid Song» — 4:51 B1. «Fast-Track» — 3:17 B2. «The Amazing Sounds of Orgy» — 3:38 | Европейский макси-сингл CD 1. «Pyramid Song» — 4:51 2. «The Amazing Sounds of Orgy» — 3:38 3. «Trans-Atlantic Drawl» — 3:02 4. «Kinetic» — 4:06 Японский CD-сингл 1. «Pyramid Song» — 4:51 2. «Fast-Track» — 3:19 3. «The Amazing Sounds of Orgy» — 3:38 4. «Trans-Atlantic Drawl» — 3:03 5. «Kinetic» — 4:05 |

## Участники записи
Информация взята из буклета альбома Amnesiac.
Radiohead
- Колин Гринвуд
- Джонни Гринвуд
- Эд О'Брайен
- Фил Селуэй
- Том Йорк

Дополнительные музыканты
- Оркестр св. Иоанна — струнные
- Джон Лаббок — дирижёр

Технический персонал
- Найджел Годрич — производство, инжиниринг
- Radiohead — продакшн
- Джерард Наварро — инженерная помощь
- Грэм Стюарт — инженерная помощь
- Боб Людвиг — мастеринг

Художественное оформление
- Стэнли Донвуд — фотографии, дизайн
- Том Йорк (известен как «Чоки») — фотографии

## Чарты
| Чарт (2001 г.)                      | Позиция в чартах |
| ----------------------------------- | ---------------- |
| Австралия (ARIA)                    | 25               |
| Австрия (Ö3 Austria Top 40)         | 57               |
| Бельгия/Фландрия (Ultratip)         | 17               |
| Бельгия/Валлония (Ultratip)         | 12               |
| Canada (Nielsen SoundScan)          | 2                |
| Europe (Eurochart Hot 100)          | 13               |
| Финляндия (Suomen virallinen lista) | 6                |
| Франция (SNEP)                      | 19               |
| Германия (GfK)                      | 98               |
| Ирландия (IRMA)                     | 10               |
| Италия (FIMI)                       | 6                |
| Нидерланды (Dutch Top 40)           | 21               |
| Нидерланды (Single Top 100)         | 23               |
| Норвегия (VG-lista)                 | 3                |
| Portugal (AFP)                      | 1                |
| Шотландия (Scottish Singles Chart)  | 6                |
| Швеция (Sverigetopplistan)          | 59               |
| Швейцария (Schweizer Hitparade)     | 99               |
| Великобритания (UK Singles Chart)   | 5                |

| Чарт (2001 г.)             | Позиция |
| -------------------------- | ------- |
| Canada (Nielsen SoundScan) | 5       |
| UK Singles (OCC)           | 179     |
| Чарт (2002 г.)             | Позиция |
| Canada (Nielsen SoundScan) | 89      |